# Буттільєра-д'Асті
Буттільєра-д'Асті (італ. Buttigliera d'Asti, п'єм. Butijera) — муніципалітет в Італії, у регіоні П'ємонт,  провінція Асті.
Буттільєра-д'Асті розташована на відстані близько 510 км на північний захід від Рима, 21 км на схід від Турина, 25 км на північний захід від Асті.
Населення — 2623 особи (2014).
Щорічний фестиваль відбувається 20 серпня. Покровитель — San Bernardo di Chiaravalle.

## Демографія
Населення за роками:

Станом на 1 січня 2023 року в муніципалітеті офіційно проживало 118 іноземців з 15 країн, серед них 72 громадяни країн Євросоюзу та 2 громадяни України.

## Сусідні муніципалітети
- Каприльйо
- Кастельнуово-Дон-Боско
- Монтафія
- Морьондо-Торинезе
- Рива-прессо-К'єрі
- Вілланова-д'Асті